# Libanotis hedgeana
Libanotis hedgeana är en flockblommig växtart som beskrevs av Leute. Libanotis hedgeana ingår i släktet Libanotis och familjen flockblommiga växter. Inga underarter finns listade i Catalogue of Life.